# 马蒂亚斯·古斯塔夫松
马蒂亚斯·古斯塔夫松（瑞典語：Mattias Gustafsson；1978年7月11日—），瑞典男子手球運動員。現在效力于丹麥手球聯賽球隊哥本哈根。他也是瑞典國家手球隊的一員，代表瑞典國家隊出場20次。